# Indy de Vroome
Indy de Vroome (* 21. Mai 1996 in Cromvoirt) ist eine niederländische Tennisspielerin.

## Karriere
De Vroome spielt hauptsächlich Turniere auf dem ITF Women’s Circuit, bei denen sie bislang sieben Einzel- und sechs Doppeltitel gewonnen hat.
Beim Sony Open Tennis in Miami stand sie 2014 erstmals im Hauptfeld eines WTA-Turniers. Ausgestattet mit einer Wildcard unterlag sie in der ersten Runde Anna Karolína Schmiedlová mit 5:7, 7:5 und 2:6.
2019 spielt de Vroome für den TK Blau-Weiss Aachen in der 1. Tennis-Bundesliga der Damen.

## Turniersiege

### Einzel
| Nr. | Datum             | Turnier      | Kategorie   | Belag             | Finalgegnerin      | Ergebnis       |
| --- | ----------------- | ------------ | ----------- | ----------------- | ------------------ | -------------- |
| 1.  | 13. Januar 2013   | Saint Martin | ITF $10.000 | Hartplatz         | Léa Tholey         | 6:3, 6:2       |
| 2.  | 12. Oktober 2013  | Tampico      | ITF $25.000 | Hartplatz         | Doroteja Erić      | 6:4, 6:3       |
| 3.  | 9. März 2014      | Irapuato     | ITF $25.000 | Hartplatz         | Naomi Ōsaka        | 3:6, 6:4, 6:1  |
| 4.  | 5. Mai 2019       | Antalya      | ITF W15     | Sand              | Jennifer Luikham   | 6:1, 6:0       |
| 5.  | 1. September 2019 | Verbier      | ITF W25     | Sand              | Diāna Marcinkēviča | 3:6, 6:3, 7:62 |
| 6.  | 27. Oktober 2019  | Saguenay     | ITF W60     | Hartplatz (Halle) | Robin Anderson     | 3:6, 6:4, 7:5  |
| 7.  | 1. Dezember 2019  | Solarino     | ITF W25     | Teppich           | Urszula Radwańska  | 6:1, 6:2       |

### Doppel
| Nr. | Datum           | Turnier        | Kategorie   | Belag     | Partnerin              | Finalgegnerinnen                 | Ergebnis         |
| --- | --------------- | -------------- | ----------- | --------- | ---------------------- | -------------------------------- | ---------------- |
| 1.  | 5. Januar 2013  | Fort-de-France | ITF $10.000 | Hartplatz | Denise Starr           | Sherazad Benamar Brandy Mina     | 6:4, 6:3         |
| 2.  | 19. April 2013  | Iraklio        | ITF $10.000 | Teppich   | Michaëlla Krajicek     | Rosalie van der Hoek Yuka Mori   | 6:0, 5:7, [10:8] |
| 3.  | 8. März 2014    | Irapuato       | ITF $25.000 | Hartplatz | Denise Muresan         | Irina Chromatschowa Anna Zaja    | 6:4, 5:7, [10:7] |
| 4.  | 15. August 2015 | Westende       | ITF $25.000 | Hartplatz | Lesley Kerkhove        | Ankita Raina Aljona Sotnykowa    | 7:64, 6:4        |
| 5.  | 29. Januar 2016 | Bertioga       | ITF $25.000 | Hartplatz | Cristina Dinu          | Katarzyna Kawa Sandra Zaniewska  | 6:3, 6:3         |
| 6.  | 15. Mai 2016    | Fukuoka        | ITF $50.000 | Rasen     | Aleksandrina Najdenowa | Nigina Abduraimova Xenija Lykina | 6:4, 6:1         |

## Abschneiden bei Grand-Slam-Turnieren

### Einzel
| Turnier         | 2014 | 2015 | 2016 | 2017 | 2018 | 2019 | 2020 | 2021 | 2022 | Karriere |
| --------------- | ---- | ---- | ---- | ---- | ---- | ---- | ---- | ---- | ---- | -------- |
| Australian Open | —    | —    | —    | —    | —    | —    | Q1   | Q1   | Q3   | —        |
| French Open     | Q2   | —    | —    | —    | —    | —    | Q1   | Q1   | —    | —        |
| Wimbledon       | Q1   | —    | —    | —    | —    | —    |      | Q2   | Q1   | —        |
| US Open         | Q1   | —    | —    | —    | —    | —    | —    | Q1   | —    | —        |

Zeichenerklärung: S = Turniersieg; F, HF, VF, AF = Einzug ins Finale / Halbfinale / Viertelfinale / Achtelfinale; 1, 2, 3 = Ausscheiden in der 1. / 2. / 3. Hauptrunde; Q1, Q2, Q3 = Ausscheiden in der 1. / 2. / 3. Qualifikationsrunde; nicht ausgetragen